# بائوتین
بائوتین (قزاقی: Баутин)یک منطقه مسکونی در قزاقستان است که در استان استان مین‌قشلاق واقع شده‌است. بائوتین ۳۲۴۷ نفر جمعیت دارد.